# Margareta (helgon)
Margareta, född 289, död 304, var en kristen jungfru som led martyrdöden i Antiochia i Pisidien. Hon är en av de fjorton nödhjälparna och en av de fyra Virgines capitales.
Enligt legenden var Margareta (kallad Marina i östkyrkan) dotter till en hednisk präst i Antiochia. Margareta blev omvänd till kristendomen och därför utkastad från sitt hem av fadern. Hon blev då herdinna, men prefekten Olybrius blev besatt av hennes skönhet. När hon avvisade honom, drog han henne inför domstol och anklagade henne för att vara kristen. Hon kastades i fängelse och blev torterad. I fängelset mötte hon djävulen i skepnad av en drake. Enligt legenden svalde han henne, men korset i hennes hand irriterade honom så han kastade upp henne. Hon dömdes till döden genom först eld och sedan vatten, men hon räddades mirakulöst. Till slut blev hon halshuggen.
Hon var ett av de helgon, vars röster Jeanne d'Arc hörde. Hon är skyddspatron för barnafödande.
Margaretas helgondag firas den 20 juli i de romersk-katolska och anglikanska kyrkorna och den 17 juli i östortodoxa kyrkan.
I England finns cirka 250 kyrkor som är helgade åt sankta Margareta.

## Bilder

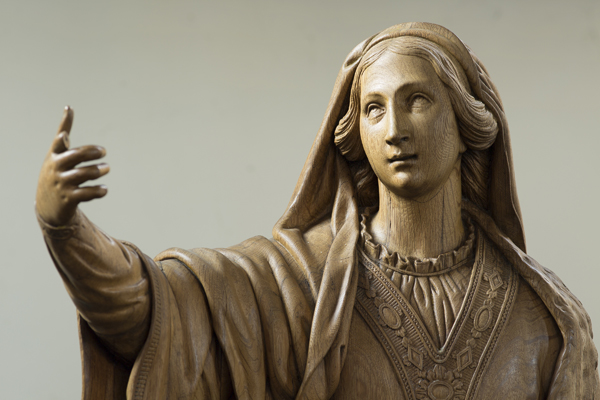
Sankta Margareta, kyrkan Saint-Quentin i Tournai.
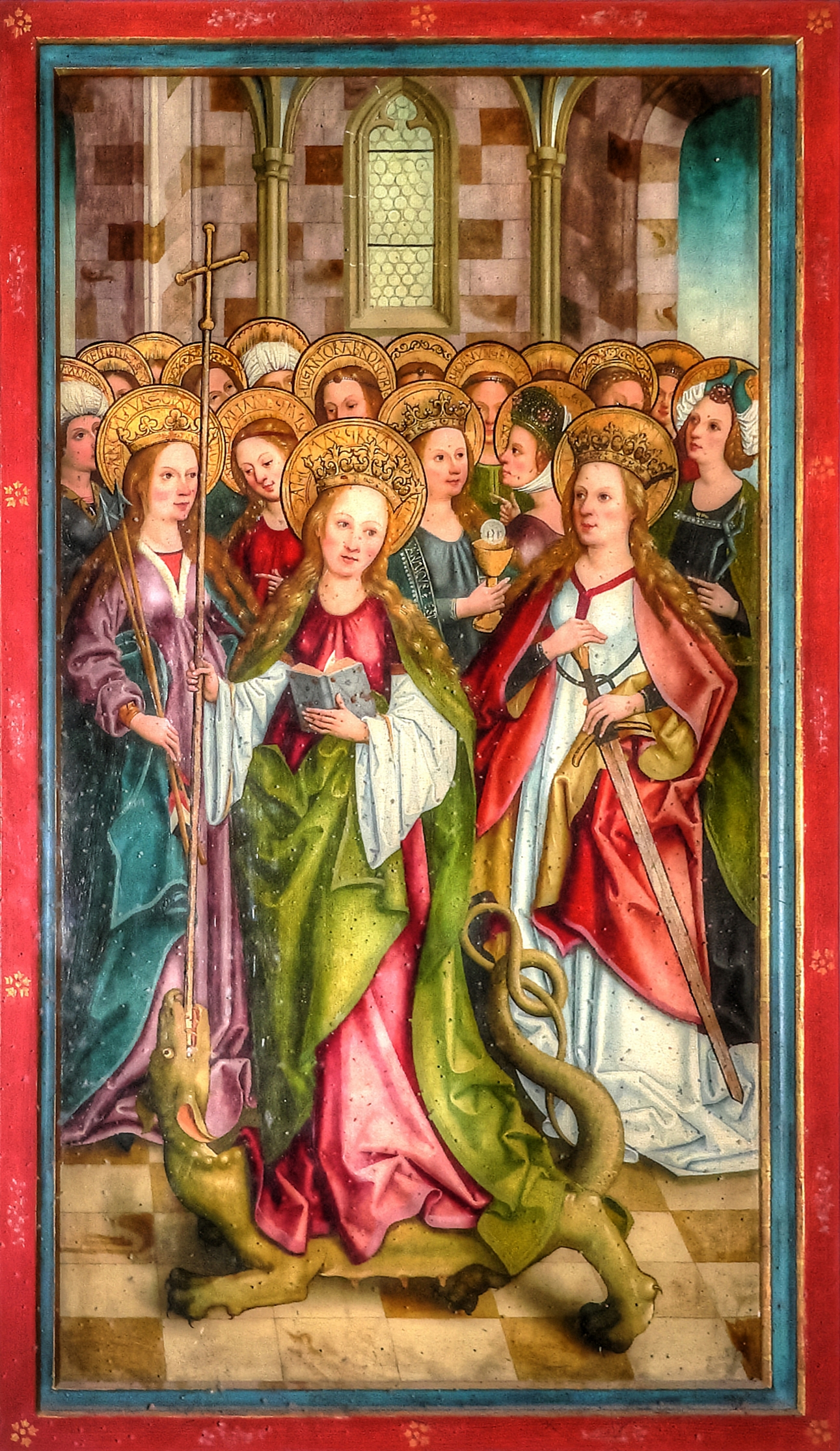
Sankta Margareta med en grupp heliga jungfrur, Bartholomäus Zeitblom (cirka 1489–1497) i Ulmer Münster.

### Webbkällor
- ”St. Margaret”. Catholic Encyclopedia. New Advent. https://www.newadvent.org/cathen/09652b.htm. Läst 20 juli 2020.
- ”Santa Marina (Margherita) d'Antiochia di Pisidia, vergine e martire”. Santi e Beati. http://www.santiebeati.it/Detailed/63700.html. Läst 20 juli 2020.
- Catholic Online, Saints & Angels